# Администрация гражданской авиации Китая
Администрация гражданской авиации Китайской Народной Республики (кит. упр. 中国民用航空局, пиньинь Zhōngguó Mínyòng Hángkōng Jú, англ. Civil Aviation Administration of China, CAAC, бывшее Главное управление гражданской авиации КНР — General Administration of Civil Aviation of China) — агентство Министерства транспорта КНР, управляющее всеми аспектами гражданской авиации.
Китайская Администрация гражданской авиации основана в 1949 году и является главным органом управления всех аспектов гражданской авиации в Китае. Подчинена непосредственно министру транспорта Китая. Штаб-квартира в Пекине.
Проводит сертификацию типа воздушного судна, ведёт авиарегистр. Включает в себя департамент сертификации лётной годности воздушного судна (Aircraft Airworthiness Department, AAD).

## CAAC как национальная авиакомпания
Будучи основанной в 1949 году организация начала выполнять регулярные местные авиарейсы, а с 1962 вышла и на мировой уровень авиаперевозок (под кодом IATA — CA).
Логотип самолётов компании CAAC выполнен в стиле китайского национального флага на вертикальном стабилизаторе с синими крыльями на белом фюзеляже, названием компании CAAC и названием на китайском языке, выполненным Чжоу Эньлаем.
Фактически, авиакомпания имела статус единого национального авиаперевозчика, наподобие советского Аэрофлота.
В 1987 году CAAC разделилась на 6 отдельных авиакомпаний — Air China (унаследовала коды IATA и ICAO материнской компании), Восточные авиалинии Китая, Южные авиалинии Китая, Северо-западные авиалинии Китая, Северные авиалинии Китая и Юго-западные авиалинии Китая.

### Основные авиапроисшествия
- В мае 1972 года Ли-2 выкатился за ВПП аэропорта г. Далянь, 6 чел. погибло
- 26 августа 1976 года Ил-14 разбился при попытке посадки в аэропорту Чэнду, погибло 12 пассажиров
- 26 апреля 1982 года самолёт Hawker Siddeley Trident2E рейса № 3303 CAAC врезался в гору на подходе к Гуйлиню (Guilin), погибли все 112 пассажиров на борту.
- 24 декабря 1982 года Ил-18Б загорелся на подлёте к Гуанчжоу (Guangzhou), погибло 25 из 69 пассажиров на борту.
- 5 мая 1983 года самолёт авиакомпании был захвачен и посажен на военной базе США в Южной Корее. Инцидент стал фактическим началом контактов между Южной Кореей и Китаем, дипотношения были установлены позднее.
- 14 сентября 1983 года Hawker Siddeley Trident2E столкнулся с истребителем на взлёте из Гуйлиня, погибли 11 чел. на борту.
- 18 января 1985 года Ан-24 разбился на подходе к Цзинаню (Jinan), погибло 38 из 41 пассажиров на борту.
- 15 декабря 1986 года Ан-24 разбился на подходе к Ланьчжоу (Lanzhou), погибло 6 из 37 чел. на борту.